# Elènia ventregroga
L'elènia ventregroga (Elaenia flavogaster) és una petita espècie d'ocell passeriforme de la família dels tirànids. Habita l'àrea compresa entre el sud de Mèxic i la Península de Yucatán fins a Amèrica Central i Sud-amèrica, fins al nord de l'Argentina.

## Descripció
Els adults mesuren aproximadament 16,5 cm de llarg i pesen al voltant de 24 grams. Són de color marró verdós en la part superior, amb una línia blanca que envolta els seus ulls, una cresta dividida i un cèrcol blanc en forma de corona. La gola presenta una coloració pàl·lida i el pit és de color gris, amb anques de to groc tènue. La trucada és un breeer i el cant sona com zhu-zhee-zhu-zhee.
Es reconeixen quatre subespècies: 
- Elaenia flavogaster flavogaster
- Elaenia flavogaster pallididorsalis
- Elaenia flavogaster semipagana
- Elaenia flavogaster subpagana